# オファツムマブ
オファツムマブ（Ofatumumab）はCD20に対する完全ヒトモノクローナル抗体であり、成熟前のBリンパ球活性化を阻害する。商品名アーゼラおよびケシンプタ、ノバルティス製造販売。日本では再発または難治性のCD20陽性の慢性リンパ性白血病の治療に、米国ではフルダラビンおよびアレムツズマブが無効になった慢性リンパ性白血病の治療に用いられる。欧州では再発性リンパ性白血病に対して条件付承認を受けている。そのほか、濾胞性リンパ腫、瀰漫性大細胞型B細胞性リンパ腫、関節リウマチ、再発寛解型多発性硬化症に有効である可能性がある。開発コード、HuMax-CD20。
後に、多発性硬化症治療薬として認可された。

## 効能・効果
- アーゼラ

承認されている効能・効果は慢性リンパ性白血病（CLL）のみである。
- ケシンプタ

再発寛解型多発性硬化症, 疾患活動性を有する二次性進行型多発性硬化症

## 承認取得
- 2009年10月、米国FDAが他の化学療法が無効となったCLLに対するオファツムマブの使用を承認した[5]。
- 2010年4月、EMAが条件付き（フルダラビンおよびアレムツズマブが無効）で承認した[2][6]。
- 2012年8月、カナダ保健省が承認した[7]。
- 2013年3月、日本で厚生労働省が承認した[8]。
- 2014年4月、米国FDAがフルダラビン治療が不適であると思われる未治療のCLLに対するオファツムマブ・クロラムブシル併用療法を承認した[1]。

## 警告
- 急性輸注反応が繰り返し現れることがある。点滴静注中はバイタルサイン（血圧、脈拍、呼吸数等）や自他覚症状を充分に観察する必要がある。
症状：アナフィラキシー、発熱、悪寒、発疹、疼痛、咳嗽、呼吸困難、気管支痙攣、血圧下降、徐脈、心筋梗塞、肺水腫等
- B型肝炎ウイルスの再活性化により肝不全に至り死亡した例がある。

## 副作用
日本で実施された治験では全例に 急性輸注反応が発生した。
添付文書に記載されている重大な副作用は、
- 急性輸注反応（49.8%）のほか、腫瘍崩壊症候群（0.4%）、進行性多巣性白質脳症（PML）（0.4%）、
- B型肝炎ウイルス性劇症肝炎・肝炎増悪、肝機能障害・黄疸（0.9%）、重篤な感染症（敗血症、肺炎など）（19.7%）、
- 汎血球減少、白血球減少（2.2%）、好中球減少（15.2%）、貧血（5.8%）、血小板減少（1.8%）、
- 間質性肺炎、心障害（心不全、心筋梗塞、肺水腫、心筋症等）、中毒性表皮壊死融解症（Toxic Epidermal Necrolysis：TEN）、腸閉塞、重篤な腎障害、血圧下降

である。（未記載は頻度不明）
その他10%以上に現れる副作用に、潮紅がある。
進行性多巣性白質脳症発現のおそれおよびB型肝炎再活性化の可能性について黒枠警告が設置されている。小腸閉塞、好中球減少、血小板減少、感染症罹患の発生について医師は注意深く観察すべきである。

### 相互作用
相互作用する医薬品は知られていない。しかし、生ワクチン、弱毒生ワクチン、不活化ワクチン、免疫抑制剤の併用には注意が必要である。

## 作用機序
オファツムマブはヒト型抗CD20モノクローナル抗体であり、抗原決定基はリツキシマブとは全く異なる。当該CD20抗原はBリンパ球にのみ発現している。リツキシマブと比較して、オファツムマブのCD20親和性はリツキシマブより高い。オファツムマブはCD20を発現する細胞に対して補体依存性細胞傷害（CDC）および抗体依存性細胞傷害（ADCC）によって細胞毒性をもたらす。

## 臨床試験
進行中の臨床試験：
- 再発性濾胞性非ホジキンリンパ腫（NHL） - 第II相[11]
- 関節リウマチ(RA)：
  - 第III相 - OFA110635/GEN410 - メトトレキサート治療が不良の成人RA患者に対するオファツムマブ治療[12]
  - 第III相 - OFA110635/GEN411 - TNF-α治療が不良の成人RA患者に対するオファツムマブ治療[13]
- 瀰漫性大細胞型B細胞性リンパ腫（DLBCL） - 第III相[14]
- 慢性リンパ性白血病（B-CLL） - 第II相[15]
- ヴァルデンストレームマクログロブリン血症 - 第II相[16]
- 再発寛解型多発性硬化症（RRMS） - 第II相[17]は終了。
- マントル細胞リンパ腫（MCL）